# Зимовий гість (фільм)
Зимовий гість (англ. The Winter Guest) — перша режисерська робота відомого англійського актора Алана Рікмана. Фільм був знятий за п'єсою Шарман МакДональд. Сценарій для кінострічки написали Алан Рікман і Шарман МакДональд на основі п'єси останньої. Прем'єра відбулася 28 серпня 1997 року.